# Frost Mats Mattsson
Frost Matts Mattsson, född 19 april 1839 i Mora församling, Kopparbergs län, död 6 mars 1914 i Mora församling, Kopparbergs län, var en fabrikör i Mora som grundade FM Mattsson AB.
Mattsson tillverkade bland annat detaljer till urverk och sockendräkter. År 1876 göt han sin första pannmurskran.
Mattssons värv och hans företags historia beskrivs fint i musikvideon "Fila åt Mas" från 1991 som företaget Skeppsbron Business Video tog fram på uppdrag av FM Mattsson. Den producerades av musik- och textskrivaren Michael Tretow ("den femte ABBA:an") och spelmannen Kalle Moraeus.